# Leciñena
Leciñena é um município da Espanha na província de Saragoça, comunidade autónoma de Aragão. Tem 174,59 km² de área e em 2021 tinha 1 132 habitantes (densidade: 6,5 hab./km²).

## Demografia
| Variação demográfica do município entre 1991 e 2004 | Variação demográfica do município entre 1991 e 2004 | Variação demográfica do município entre 1991 e 2004 | Variação demográfica do município entre 1991 e 2004 |
| --------------------------------------------------- | --------------------------------------------------- | --------------------------------------------------- | --------------------------------------------------- |
| 1991                                                | 1996                                                | 2001                                                | 2004                                                |
| 1476                                                | 1413                                                | 1292                                                | 1280                                                |